# Soupe à l'alphabet (linguistique)

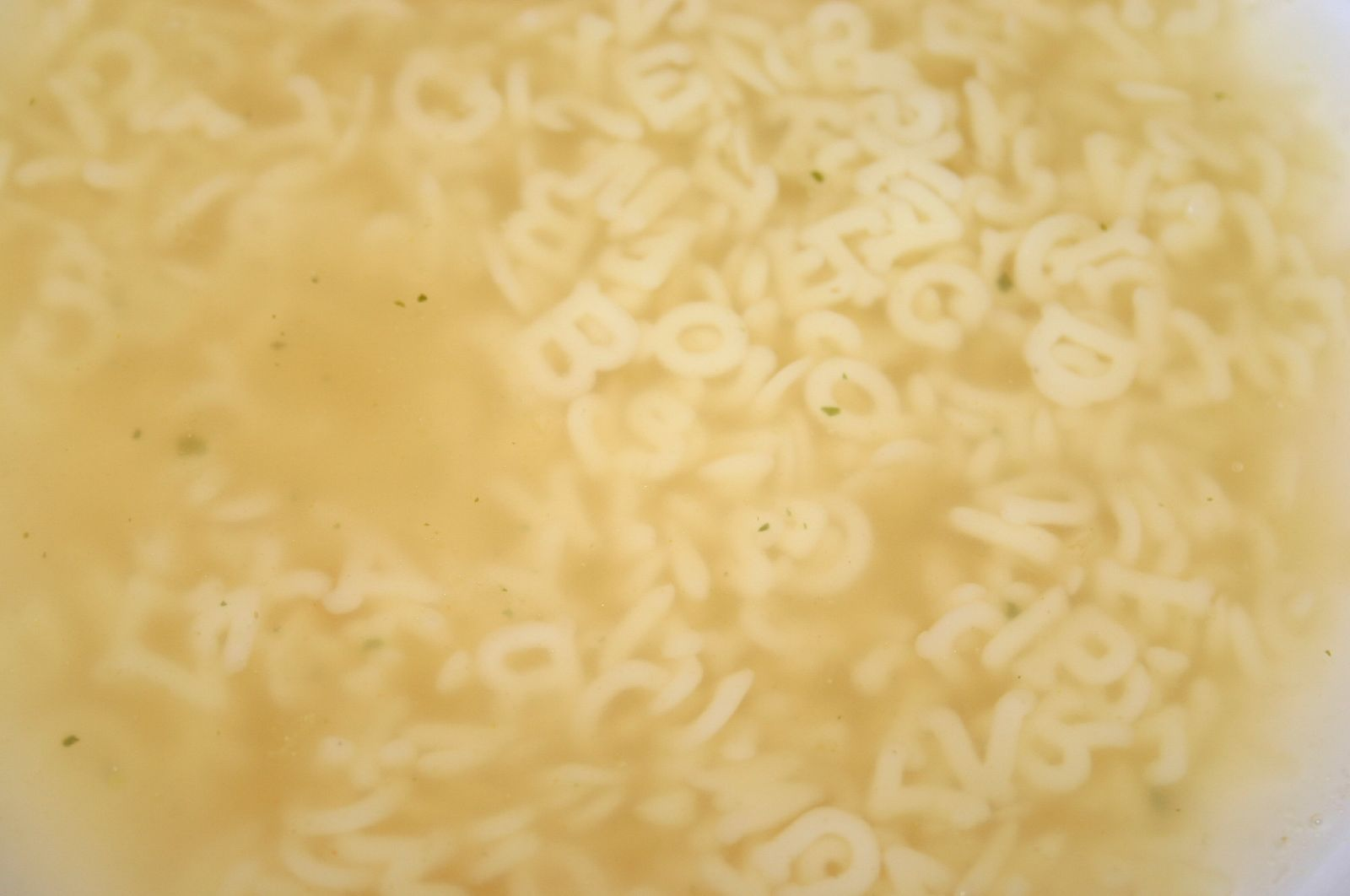
Soupe à l'alphabet

Le terme « soupe à l'alphabet » (alphabet soup en anglais) est une métaphore servant à décrire une surabondance d'abréviations ou d'acronymes. Courant aux États-Unis, c'est un clin d'œil à la soupe à l'alphabet. 
Cette locution existerait depuis l'époque des alphabet agencies créées dans le cadre du New Deal de Franklin D. Roosevelt. Aux États-Unis, le gouvernement fédéral américain est régulièrement qualifié de « soupe à l'alphabet » car il supervise de multiples agences qui sont le plus souvent désignées par des abréviations ou des acronymes, dont la NSA, la CIA, le FBI, l'USSS, la DEA, le NCIS et l'IRS.
En France et en Suisse, la même réalité, notamment dans le domaine militaire ou technique, n'est pas décrite par cette locution mais plutôt par la « manie des sigles » ou la « langue des sigles » (en référence à la langue des signes),,.
Au XXIe siècle au Québec, on retrouve cette locution pour décrire la tendance à utiliser des sigles plutôt que des noms pour désigner des modèles d'automobiles.